# Claudio Baglietto
Claudio Baglietto (Varazze, 1908 – Basilea, 1940) è stato un filosofo e intellettuale italiano.

## Biografia
Di origini modeste, dopo gli studi liceali presso il Liceo "Chiabrera" di Savona, studiò Filosofia all'Università di Pisa e si perfezionò presso la Scuola Normale Superiore di Pisa, allora diretta da Giovanni Gentile. Baglietto fu assistente del filosofo Armando Carlini. Negli anni pisani sviluppò idee di riforma religiosa e morale, in contrapposizione al cattolicesimo e al fascismo. Insieme ad Aldo Capitini, Baglietto organizzava riunioni serali in una camera della Normale, cui partecipavano giovani studenti, divenuti in seguito affermati intellettuali, come Walter Binni, Giuseppe Dessì, Carlo Ragghianti, Claudio Varese.
Così Capitini ricordava l'amico nel suo saggio Antifascismo tra i giovani (Trapani, 1966): "era una mente limpida e forte, un carattere disciplinato, uno studioso di prima qualità, una coscienza sobria, pronta ad impegnarsi, con una forza razionale rara, con un'evidentissima sanità spirituale. Cominciai a scambiare con lui idee di riforma religiosa, egli era già staccato dal cattolicesimo, né era fascista. Su due punti convenivamo facilmente perché ci eravamo diretti ad essi già in un lavoro personale da anni: un teismo razionale di tipo spiccatamente etico e kantiano; il metodo Gandhiano della noncollaborazione col male. Si aggiungeva, strettamente conseguente, la posizione di antifascismo, che Baglietto venne concretando meglio. Non tenemmo per noi queste idee, le scrivemmo facendo circolare i dattiloscritti, cominciando quell'uso di diffondere pagine dattilografate con idee di etica di politica, che continuò per tutto il periodo clandestino, spesso unendo elenchi di libri da leggere, che fossero accessibili e implicitamente antifascisti. Invitammo gli amici più vicini a conversazioni periodiche in una camera della stessa Normale [...]".
Ottenuta nel 1932 una borsa per perfezionarsi presso l'Università di Friburgo in Germania, dove allora insegnava Heidegger, in coerenza con i suoi ideali di nonviolenza incompatibili col Fascismo, Baglietto decise di non rientrare più in Italia e rinunciò alla borsa, cosa che scandalizzò Gentile (che aveva garantito per lui presso le autorità per il visto). Anche Delio Cantimori criticò animatamente la scelta di Baglietto, in particolare nel suo carteggio con Aldo Capitini e con Claudio Varese, accusando i colleghi normalisti dissidenti dal Fascismo di mancanza di senso di realismo politico, nonché di senso dello Stato (fu poi lo stesso Cantimori ad avvisare Gentile della morte di Baglietto).
Lasciata Friburgo, Baglietto si trasferì quindi a Basilea, dove visse da esule, proseguendo gli studi e dando lezioni private.
Morì nel 1940: è sepolto nel cimitero di Basilea.

## Opere
- Il cammino della filosofia tedesca dell'Ottocento, “Annali della Scuola Normale di Pisa”, XIX, 1950, pp. 113–142[3]
- Scritti religiosi di Aldo Capitini in collaborazione con Claudio Baglietto in A. Capitini, Antifascismo tra i giovani, Celebres, Trapani, 1966, pp. 149–157
- Claudio Baglietto e Aldo Capitini (pref.), Claudio Baglietto nel libro "Kant e l'antifascismo" (PDF), in Claudio Fontanari e Maria Chiara Pievatolo (a cura di), Bollettino italiano di filosofia politica, Università di Pisa,  p. 37, ISSN 1591-4305 (WC · ACNP), OCLC 7181065539. URL consultato il 30 gennaio 2022 (archiviato dall'url originale il 30 gennaio 2022). Ospitato su archiviomarini.sp.unipi.it. (Saggio inedito di Baglietto, composto a Basilea e da anni depositato nell'Archivio Marini dell'Università di Pisa)